# MOST (космический аппарат)
MOST (англ. Microvariability and Oscillations of STars, «звёздные микровариации и осцилляции») — первый канадский космический телескоп. Также он — один из самых маленьких космических телескопов в мире и первый космический аппарат, предназначенный для астросейсмологических исследований.

## Описание
Как следует из названия, MOST измеряет изменения светимости звезд и делает это с очень большой точностью. Цели измерений — исследование процессов выброса газа из звёзд в космическое пространство, изучение акустических колебаний светимости звёзд, определение их возраста, нахождение экзопланет и анализ состава их атмосферы.
Наблюдение за изменением светимости одной звезды может длиться около двух месяцев.
MOST на орбите имеет размеры 65 см x 65 см x 30 см, что позволяет его относить к разряду микроспутников.
Аппарат был сконструирован объединёнными усилиями Канадского космического агентства, фирмы Dynacon Enterprises Limited, Института аэрокосмических исследований университета Торонто и университета Британской Колумбии
Космический аппарат MOST сделан на основе базовой спутниковой платформы, разработанной Радиолюбительской спутниковой корпорацией AMSAT.
В конструкции телескопа отсутствуют движущиеся части, чтобы увеличить надёжность аппарата. В его состав входит телескоп с диаметром основного зеркала 150 мм. Регистрирует наблюдения телескопа CCD-матрица с полем 1024x1024 пикселей, вторая такая же матрица предназначена для управления ориентацией телескопа. Телескоп оснащён широкополосным фильтром, а производить сверхточные фотометрические измерения помогает система микролинз Фабри.

## Открытия
На счету у телескопа MOST имеется множество открытий. В частности, в 2004 году было открыто, что осцилляции Проциона не соответствуют прогнозируемым. В 2006 году наблюдения показали ранее неизвестный класс переменных звёзд, «медленно пульсирующий B супергигант» (SPBsg). В 2011 году телескоп выявил самую плотную экзопланету. Отчёты об открытиях выкладываются на странице сайта университета Британской Колумбии, посвящённой MOST. Архивировано из оригинала 22 января 2008 года..